# Психический дизонтогенез
Психический дизонтогенез — нарушение развития психики в целом или её отдельных составляющих, нарушение темпов и сроков развития отдельных сфер психики и их компонентов. Термин «дизонтогения» впервые введён Ю. Швальбе (1927) для обозначения отклонения внутриутробного формирования структур организма от нормального развития. В настоящее время дизонтогенезом обозначают различные формы нарушений онтогенеза, включая и постнатальный, преимущественно ранний период, ограниченный теми сроками развития, когда морфологические системы организма ещё не достигли зрелости.
В российской дефектологии применительно к дизонтогениям принят термин аномалия развития.

## Этиология и патогенез
Нарушения нервной системы могут быть вызваны как биологическими, так и социальными факторами.
Биологические факторы:
1. Нарушения развития мозга, связанные с поражением генетического материала (хромосомные аберрации, генные мутации, наследственно обусловленные дефекты обмена и др.
2. Внутриутробные нарушения (тяжёлые токсикозы беременности, токсоплазмоз, краснуха и другие внутриутробные инфекции, различные интоксикации, в том числе гормонального и лекарственного происхождения)
3. Патологии родов
4. Инфекционные заболевания
5. Интоксикации
6. Травмы
7. Опухолевые образования раннего постнатального периода

Большое значение для развития патологии имеет время повреждения (чем раньше действует патогенный фактор, тем более выражен объём повреждения), мозговая локализация процесса и степень его распространённости (как правило, при локальном поражении компенсация, значительно выше, чем при дефицитарности на фоне общемозговой недостаточности, наблюдаемой при диффузных органических поражениях), а также интенсивность повреждения.
Социальные факторы:
В данном случае проявления дизонтогенеза менее грубые по степени выраженности и, в принципе, обратимые.
1. Эмоциональная и культуральная депривация
2. Неблагоприятные условия воспитания
3. Разного рода стрессогенные факторы
4. Патологически закрепившиеся реакции протеста, имитации, отказа, оппозиции и т. д.

### Первичные и вторичные нарушения
Исходя из идеи о системном строении дефекта, Л. С. Выготский (1960) предложил различать в аномальном развитии две группы симптомов:
- Первичные — нарушения, непосредственно вытекающие из биологического характера болезни (например, нарушения слуха или зрения при поражении органов чувств);
- Вторичные — нарушения, возникающие опосредованно в процессе аномального социального развития (например, слепота в той или иной мере препятствует общению с окружающими, что может приводить к ряду расстройств в эмоциональной и личностной сферах, связанных с постоянным ощущением неуспеха). Механизм возникновения таких нарушений различен. Могут нарушаться те функции, которые непосредственно связаны с повреждённой — специфическое недоразвитие (например, у детей с нарушением слуха происходит недоразвитие речи). Вторичное недоразвитие характерно и для тех функций, которые в момент воздействия вредности находятся в сензитивном периоде (например, в дошкольном возрасте наиболее интенсивно развивающимися и уязвимыми являются две функции — произвольная моторика и речь, которые, соответственно, нарушаются чаще всего).

## Закономерности психического развития в норме и патологии
Механизмы системогенеза психических функций определяются тремя базовыми понятиями: критический (сензитивный) период, гетерохрония и асинхрония развития.
Критический, или сензитивный (чувствительный), период — период избирательной чувствительности к определённым воздействиям среды, период наибольшей восприимчивости к обучению и ускоренного развития функций.
Гетерохрония развития — неравномерность формирования отдельных психофизиологических функций в норме, при этом одни функции на определённом возрастном этапе опережают в своём развитии другие и становятся ведущими, а затем скорость их формирования уменьшается и наоборот.
Асинхрония развития — нарушение закона гетерохронии. Среди основных типов асинхронии можно выделить следующие:
- Явления ретардации — незавершенность отдельных периодов развития, отсутствие инволюции более ранних форм. (Характерно при олигофрении и задержке психического развития).
- Явления патологической акселерации — опережающее развитие отдельных функций (часто на фоне грубого отставания других). То есть, на одном возрастном этапе имеется смешение психических образований, наблюдаемых в норме в разные возрастные эпохи.

## Классификация психического дизонтогенеза
Данная классификация была предложена В. В. Лебединским, в основу которой были положены классификации дизонтогенеза Г. Е. Сухаревой и Л. Каннера.
| Аномалия                   | Чем вызвана           |
| -------------------------- | --------------------- |
| 1. Недоразвитие            | Отставание в развитии |
| 2. Задержанное развитие    | Отставание в развитии |
| 3. Поврежденное развитие   | Поломка в развитии    |
| 4. Дефицитарное развитие   | Поломка в развитии    |
| 5. Искаженное развитие     | Асинхронии развития   |
| 6. Дисгармоничное развитие | Асинхронии развития   |

### Общее психическое недоразвитие
В основе недоразвития первично нарушено мышление, а уже вторично нарушаются все инструментальные функции, которые в дальнейшем ещё больше усугубляют нарушение мышления (и далее по кругу). Типичной моделью психического недоразвития является олигофрения. По этиологии её можно разделить на две основные группы — эндогенную (генетическую) и экзогенную (обусловленную внешними факторами повреждения мозга: инфекции, травмы, асфиксии).
Клиника-психологическая структура дефекта при олигофрении обусловлена явлениями необратимого недоразвития мозга в целом с преимущественной незрелостью его коры, в первую очередь — лобных и теменных отделов.
Г. Е. Сухаревой (1959) были сформулированы два основных клинико-психологических закона олигофрении: 1) тотальность нервно-психического недоразвития и 2) его иерархичность.
По степени тяжести олигофрения делится на :
1. Идиотию (наиболее тяжёлая форма) — самая глубокая степень умственной отсталости, при которой практически отсутствует речь. Умственно отсталые в степени идиотии не узнают окружающих; их внимание почти ничем не привлекается, выражение лица бессмысленное. Отмечается резкое снижение всех видов чувствительности. В ряде случаев в моторике наблюдаются стереотипные движения [2].
2. Имбецильность — более легкая по сравнению с идиотией степень умственной отсталости. Больные обладают определенными возможностями к овладению речью, усвоению отдельных несложных трудовых навыков. Словарный запас у них крайне беден. Они понимают чужую речь, мимику и жестикуляцию в пределах их постоянного обихода. Наличие грубых дефектов памяти, восприятия, мышления, моторики и эмоционально-волевой сферы делает этих детей практически необучаемыми даже во вспомогательной школе. В правовом отношении, как и больные идиотией, они являются недееспособными, и над ними устанавливается опека родителей или заменяющих их лиц [2].
3. Дебильность (наименее тяжёлая) — наиболее легкая степень умственной отсталости. Сниженный интеллект и особенности эмоционально-волевой сферы детей-дебилов не позволяют им овладеть программой общеобразовательной школы. У них нередко отмечаются дефекты речи в виде шепелявости, сигматизма, аграмматизма. Недоразвитие аналитико-синтетической функции высшей нервной деятельности и нарушение фонетического слуха вызывают большие трудности в овладении устной и письменной речью, навыками счета. Дифференцированная моторика развита недостаточно и в сочетании с физической ослабленностью и соматическими нарушениями, а также особенностями эмоционально-волевой сферы, все это значительно ограничивает круг их возможной трудовой деятельности [2].

### Задержанное психическое развитие
При задержке психического развития речь идёт лишь о замедлении его темпа, которое чаще обнаруживается при поступлении в школу и выражается в недостаточности общего запаса знаний, ограниченности представлений, незрелости мышления, малой интеллектуальной целенаправленности, преобладании игровых интересов, быстрой пресыщаемости. В основе задержки психического развития первично нарушены инструментальные функции (память, гнозис и т. д.), а мышление нарушается вторично. Также отмечается мозаичность нарушений, в отличие от тотальности нарушений при недоразвитии. В отличие от недоразвития, задержанное психическое развитие обратимо, то есть может быть компенсировано специальным обучением.
Различают четыре основных варианта задержки психического развития по Лебединской К. С., 1969:
1. Задержка психического развития конституционального происхождения (незрелость эмоциональной сферы, инфантильность облика, игровые интересы, внушаемость);
2. Задержка психического развития соматогенного происхождения (возникает в связи с гиперопекой на фоне хронической болезни);
3. Задержка психического развития психогенного происхождения (неблагоприятные условия воспитания, психогенные травмы);
4. Задержка психического развития церебрально-органического генеза (минимальная мозговая дисфункция).

В клинико-психологической структуре каждого из перечисленных вариантов задержки психического развития имеется специфическое сочетание незрелости эмоциональной и интеллектуальной сферы.

### Поврежденное психическое развитие
Характерной моделью поврежденного психического развития является органическая деменция. Этиология органической деменции связана с перенесенными инфекциями, интоксикациями, травмами нервной системы, наследственными дегенеративными, обменными заболеваниями мозга. В отличие от олигофрении, которая также нередко имеет аналогичное происхождение, деменция возникает либо начинает грубо прогрессировать в возрасте после 2—3 лет. К этому возрасту значительная часть мозговых структур относительно сформирована, поэтому воздействие вредности вызывает их повреждение, а не только недоразвитие. Задержка же психического развития церебрально-органического генеза от органической деменции отличается значительно меньшей массивностью поражения нервной системы.
Виды деменций:
1. По критерию динамики болезненного процесса различают резидуальную органическую деменцию (при которой слабоумие представляет собой остаточные явления поражения мозга травмой, инфекцией, интоксикацией) и прогрессирующую деменцию (обусловленную текущими органическими процессами).
2. По этиологическому критерию (эпилептическая, постэнцефалитическая, травматическая, склеротическая и др.).

Об аномальном развитии, связанном с деменцией, можно говорить применительно именно к деменции резидуальной, при которой, несмотря на наличие выраженных явлений повреждения, приостановка болезненного процесса дает определенные возможности для развития, хотя и грубо нарушенного.
Исходя из специфики клинико-психологической структуры, Г. Е. Сухарева (1965) выделяет четыре типа органической деменции у детей.
1. Первый тип характеризуется преобладанием низкого уровня обобщения.
2. При втором типе на передний план выступают грубые нейродинамические расстройства, резкая замедленность и плохая переключаемость мыслительных процессов, тяжёлая психическая истощаемость, неспособность к напряжению.
3. При третьем типе органической деменции более всего выступает недостаточность побуждений к деятельности с вялостью, апатией, резким снижением активности мышления.
4. При четвёртом типе — в центре клинико-психологической картины находятся нарушения критики и целенаправленности мышления с грубыми расстройствами внимания, резкой отвлекаемостью, «полевым поведением».[3]

Клинико-психологическая картина резидуальной органической деменции будет различной в зависимости от того, в каком возрасте возникло заболевание мозга.
Частный вариант поврежденного развития — эпилептическая деменция формируется при так называемой эпилептической болезни, при которой помимо судорожных припадков имеются специфические особенности личности, проявляющиеся в общей психической тугоподвижности, вязкости мышления и аффекта, полярности эмоций (сочетании склонности к экзальтации, ласковости с нередкой злопамятностью и мстительностью), выраженной напряженностью аффекта с легко возникающими вспышками ярости и гнева.
Таким образом, в структуре поврежденного развития будут иметь место явления стойкого, часто необратимого регресса ряда функций.

### Дефицитарное психическое развитие
Дефицитарное психическое развитие — тип дизонтогенеза, связанный с первичной недостаточностью отдельных систем: зрения, слуха, речи, опорно-двигательной, а также рядом инвалидизирующих соматических заболеваний (сердечно-сосудистой системы, например при тяжёлых пороках сердца, дыхательной — при бронхиальной астме, ряде эндокринных заболеваний и т. д.).
Наиболее показательной моделью аномалий развития по дефицитарному типу является психический дизонтогенез, возникший на почве поражения сенсорной либо моторной сферы. Наиболее полно закономерности психического развития детей с патологией зрения и слуха были изучены в отечественной дефектологии во главе с Л. С. Выготским.
У ребёнка с патологией слуха глухота — первичное нарушение, а немота (отсутствие речи) возникает уже вторично. Далее речевые нарушения задерживают общение со взрослым, обеспечивающее совместную деятельность с предметами. Это, в свою очередь, приводит к тому, что ребёнок не может свободно оперировать представлениями, возникают трудности в их актуализации. Таким образом, задержка речевого развития затрудняет включение восприятия в более широкий круг деятельности.
В то же время у слепых наблюдается введение значения слова без опоры на сенсорный опыт, что ведёт к размыванию и непомерной генерализации значения слова, либо закреплению за словом слишком узкого круга понятий. Все это приводит к недоразвитию уровня обобщения (нарушению мышления), формализму, вербализму и схематизму. Вышесказанное подтверждает положение Л. С. Выготского о механизмах влияния первичного дефекта на возникновение сложного иерархического ряда вторичных нарушений, определяющих развитие ребёнка в целом.
Однако возможен и обратный тип зависимости, то есть влияние культурального развития на первичный биологический дефект. Так, если ребёнок при неполной потере слуха (тугоухости) не научается говорить, то проблемы со слухом ухудшаются, вследствие ограниченного опыта его использования. И наоборот, максимальное стимулирование речи способствует уменьшению первичного дефекта.
Общие закономерности аномалии развития при дефектах сенсорной сферы:
- Недоразвитие способностей к приёму, переработке и хранению информации. Больше всего страдает информация, адресованная пораженному анализатору.
- Недостаточность словесного опосредования. Явно проявляется у глухих детей, но и у слабовидящих зрительный анализ сигналов может страдать меньше, чем словесная квалификация их результатов. Следовательно, у таких детей происходит замедление процессов мышления: обобщения и отвлечения.
- Наличие компенсаторных вторичных симптомов. Наряду с вторичными негативными симптомами есть и компенсаторные, возникшие в результате приспособления. Так, у глухих отсутствует речь, но зато возникает жестовая речь. У слепых особо сильно развивается осязание, а также способность чувствовать приближающиеся предметы.
- Специфика аномального развития личности. Наблюдается в неблагоприятных условиях воспитания и неадекватной педагогический коррекции. Причиной формирования такой личности служит как психотравмирующая ситуация, обусловленная осознанием своей несостоятельности, так и ограничение возможностей контактов.

### Искаженное психическое развитие
При искажении психического развития наблюдается особое сочетание акселерации отдельных функций (более молодых в онтогенезе) и ретардация других, располагающихся на более низком уровне (сенсорика, моторика). Для изучения ряда закономерностей искажения психического развития показателен дизонтогенез при так называемом синдроме раннего детского аутизма.
Аутизм проявляется в отсутствии или значительном снижении контактов с окружающими, «уходе в себя», в свой внутренний мир, наполненность и характер содержания которого зависят от уровня интеллектуального развития, возраста ребёнка, особенностей течения заболевания. Все проявления такого ребёнка вовне, даже игра, скупы, а в тяжелых случаях ограничиваются бедным набором стереотипных движений и мимики. Дети-аутисты предпочитают неодушевленные предметы одушевленным, так как плохо ориентируются в признаках живого, в то же время сверхсильно ориентируются на некоторые из них.
Обращают на себя внимание отсутствие эмоционального резонанса на окружающую ситуацию, нередкие холодность и безразличие даже к близким, часто сочетающиеся с повышенной ранимостью, пугливостью, чувствительностью к резкому тону, громкому голосу, малейшему замечанию в свой адрес. Страхи занимают одно из ведущих мест в формировании аутистического поведения этих детей. Аутистические фантазии, как правило, также имеют фабулу, оторванную от реальности, нередко вычурно-сказочную. Аутизм отчетливо проявляется и в речи этих детей. Нередко при потенциально большом словарном запасе и способности к сложным оборотам дети не пользуются речью для общения. В одних случаях это может быть полный или почти полный мутизм, в других — аутичная речь, обращенная в пространство, к самому себе, эхолалии при ответах на вопросы.

### Дисгармоническое психическое развитие
Показательной моделью дисгармонического психического развития являются психопатии и патологическое развитие личности — аномалии психического развития, в основе которых лежит дизонтогенез эмоционально-волевой сферы.
Психопатия представляет собой стойкий дисгармонический склад психики. В отечественной школе хорошо описаны Ганнушкиным П. Б. и Личко А. Е.
Основные варианты нарушения психического развития при психопатиях:
1. Дисгармония в аффективной сфере при сохранности интеллектуальной — проявляется в сохранности высших эмоций, недоразвитии базальных и низкой интенсивности влечений, непосредственно связанных с инстинктивными побуждениями (например, шизоидная психопатия);
2. Инстинктивно-аффективная сфера, включая уровень влечений, обладает повышенной возбудимостью и интенсивностью воздействий на интеллект и личность в целом. Интеллектуальные процессы начинают обслуживать требования базального аффекта и влечений (например, истероидная психопатия);
3. Базальные и высшие эмоции недоразвиты, наблюдаются явления расторможенности влечений непатологического и патологического характера. Контроль сверху, со стороны интеллекта, ограничен в одних случаях из-за его низкого уровня, в других — из-за отсутствия стойкой интеллектуальной мотивации (например, органические психопатии).

К дисгармоническому развитию можно отнести и так называемую невропатию — особый вид аномалии эмоционально-волевой сферы, обусловленный неустойчивостью регуляции вегетативных функций. Эта аномалия может иметь как конституциональный характер — «конституциональная детская нервность», связанная с генетическим фактором, так может быть вызвана ранними экзогенными вредностями.
Дети, страдающие невропатией, как правило, повышенно впечатлительны и ранимы, в связи с чем у них легко возникают неврозы страха, заикание, тики, энурез и т. д. По мере созревания вегетативной нервной системы в школьном возрасте симптомы часто сглаживаются, но иногда, в неблагоприятных условиях воспитания, невропатия служит основой для формирования психопатии либо патологического развития личности тормозимого типа.
Особым видом дисгармонического развития является аномалия психического развития, связанная с отклонением темпа полового созревания. Здесь речь идёт о вегетативно-эндокринной регуляции, в одних случаях приводящей к замедлению темпа полового созревания (его ретардации), в других — к ускорению (акселерации). Эти аномалии развития могут быть обусловлены как генетическими особенностями, так и экзогенно обусловленной органической недостаточностью нервной системы.